# Ponton (tidning)
Ponton är en svensk litterär tidskrift grundad 1998. Tidskriften ges ut fyra gånger om året och riktar sig främst till unga mellan 14 och 21 år. 
I tidskriften publiceras bland annat intervjuer och artiklar om olika författare, bokrecensioner, dikter och noveller samt illustrationer och fotografier. För att få sin text publicerad ska man även vara mellan 14 och 21 år gammal. Flera etablerade och kända författare och andra kulturarbetare har debuterat i Ponton, bland dem Johannes Anyuru, Amanda Svensson, Shima Niavarani och Inti Chavez Perez.
Redaktionen för Ponton består, med undantag för poeten Maria Bodin, som är tidningens chefredaktör, och bibliotekarien Olga Beletski, av unga skribenter i samma åldrar som tidskriftens målgrupp. Läsare av Ponton, som inte är med i redaktionen, har även de stark påverkan och inflytande på tidskriftens innehåll, då tidskriften till stor del består av inskickat material.

## Utmärkelser
- 2009 – Årets kulturtidskrift